# Oberdan Cattani
Oberdan Cattani (Sorocaba, 12 de junho de 1919 — São Paulo, 20 de junho de 2014) foi um futebolista brasileiro, que atuou como goleiro. Defendeu o Palmeiras nas décadas de 1940 e 50, sendo hoje considerado por muitos o melhor goleiro da história do clube, disputando este título com Valdir de Moraes, Émerson Leão e Marcos.

## Biografia

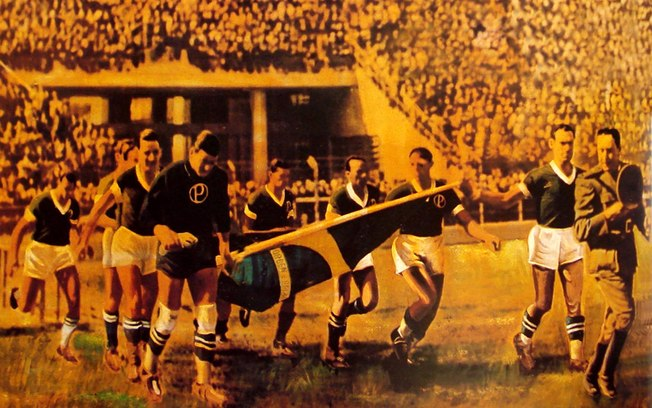
Tela que reproduz a Arrancada Heroica de 1942 e traz Oberdan entre os jogadores

Oberdan Cattani era filho de imigrantes italianos da região da Toscana. Era motorista de caminhão quando fez seu primeiro teste, num dia de folga do serviço. Apresentado antes por seu irmão, foi efetivado em 1941, permanecendo no clube até 1954, tendo disputado 351 partidas com a camisa alviverde.
De estatura elevada, mãos grandes e elasticidade, suas defesas o tornaram um dos goleiros brasileiros mais famosos dos anos 40, período em que a Segunda Guerra Mundial impediu a realização das Copas do Mundo.
Seu nome está entre os maiores ídolos do Palmeiras. No seu currículo pelo clube, há quatro títulos de Campeonato Paulista (1942, 1944, 1947 e 1950), o Torneio Rio-São Paulo de 1951 e a Copa Rio Internacional de 1951. Neste último, o alviverde superou a Juventus da Itália e conquistou o torneio, que foi criado com o objetivo de ser uma Copa do Mundo de Clubes. Na conquista, Oberdan ficou na reserva do goleiro Fábio Crippa.
Em 24 de abril de 1955, Oberdan foi homenageado em São Carlos pela "Associação dos Cronistas Esportivos de São Carlos", com uma taça.
Uma característica marcante de Oberdan, era que ele conseguia segurar a bola com apenas uma das mãos.
Faleceu no dia 20 de junho de 2014, aos 95 anos. A causa da morte foram complicações cardíacas causadas por uma pneumonia.

## Títulos
Palmeiras
- Copa Rio Internacional: 1951
- Torneio Rio-São Paulo: 1951

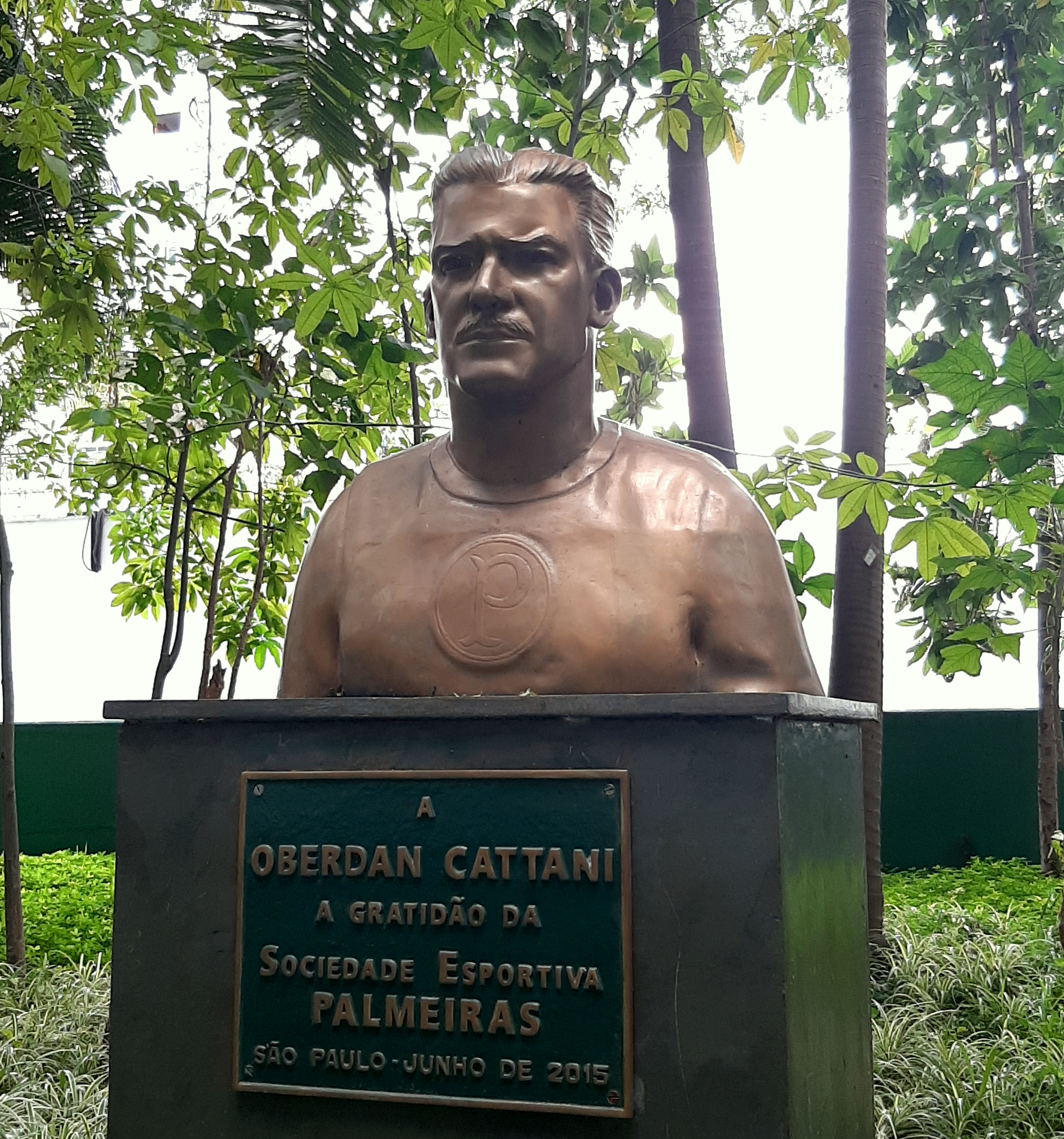
Busto de Oberdan Cattani no complexo esportivo Allianz Parque

- Taça dos Campeões Estaduais Rio–São Paulo: 1942 e 1947
- Campeonato Paulista: 1942, 1944, 1947 e 1950
- Taça Cidade de São Paulo: 1945, 1946, 1950 e 1951
- Torneio Início Paulista: 1942 e 1946

Seleção Paulista
- Campeonato Brasileiro de Seleções Estaduais: 1941 e 1942